# Torolf Rein
Torolf Rein (* 20. Oktober 1934 in Fusa, Hordaland) ist ein ehemaliger norwegischer Admiral der Marine (Kongelige Norske Marine), der zuletzt von 1989 bis 1994 Oberbefehlshaber der norwegischen Streitkräfte (Forsvarssjef) war.

## Leben
Rein begann nach dem Schulbesuch 1958 seine Offiziersausbildung an der Seekriegsschule (Sjøkrigsskolen) und absolvierte zwischen 1961 und 1963 die Naval Postgraduate School der US Navy. Nachdem er von 1963 bis 1967 Dienst im Marinematerialkommando (Sjøforsvarets forsyningskommando) geleistet hatte, fand er Verwendungen auf verschiedenen Schiffen der Marine wie der Fregatten KNM Narvik, KNM Stavanger sowie KNM Oslo und war unter anderem Kommandant eines Schnellen Angriffsbootes sowie Abschnittsoffizier auf einer Fregatte. Zwischenzeitlich war er 1974 Absolvent der Marinestabsschule (Sjøforsvarets stabsskole). Später war er von 1977 bis 1980 Offizier im Verteidigungskommando Nordnorwegen (Forsvarskommando Nord-Norge). 1980 wechselte er in den Marinestab und war dort zwischen 1982 und 1983 stellvertretender Chef des Marinestabes und Leiter der Personalabteilung. Während dieser Zeit absolvierte er 1982 die Verteidigungshochschule (Forsvarets høgskole).
Nach seiner Beförderung zum Konteradmiral wurde Rein 1983 Kommandeur der Seestreitkräfte in Nordnorwegen. Nachdem er 1987 zum Vizeadmiral befördert worden war, fungierte er zwischen 1987 und 1989 als Oberkommandierender der Streitkräfte in Nordnorwegen. Zuletzt wurde er am 5. September 1989 zum Admiral befördert und übernahm von General Vigleik Eide den Posten als Oberbefehlshaber der norwegischen Streitkräfte (Forsvarssjef). Diesen hatte er bis zu seinem Eintritt in den Ruhestand am 31. Oktober 1994 inne und wurde daraufhin von General Arne Solli abgelöst.
Für seine Verdienste wurde er unter anderem Kommandeur mit Stern des Sankt-Olav-Orden.

## Weblink
- Eintrag in Store norske leksikon

| Personendaten    | Personendaten        |
| ---------------- | -------------------- |
| NAME             | Rein, Torolf         |
| KURZBESCHREIBUNG | norwegischer Admiral |
| GEBURTSDATUM     | 20. Oktober 1934     |
| GEBURTSORT       | Fusa, Hordaland      |